# Adenoma tiroideo tóxico
En medicina, el adenoma tiroideo tóxico es un nódulo de células tiroideas funcionales, es decir, son células que producen una excesiva cantidad de hormonas tiroideas (triyodotironina (T3) o tiroxina (T4)). Como todo adenoma, son neoplasias que resultan de la mutación genética de una célula precursora que trae como consecuencia una división celular descontrolada. Por motivo de que son células que producen tan gran cantidad de hormonas tiroideas, los adenomas tóxicos de la tiroides son una causa de hipertiroidismo con niveles suprimidos de la hormona tiroestimulante (TSH).

## Epidemiología
Los ademonas tóxicos componen entre el 2-10% de todos los casos de hipertiroidismo. No parece tener predilección de raza y, como ocurre con todos los trastornos de la glándula tiroides, son más frecuentes en mujeres que en hombres.

## Etiología
Los adenomas tiroideos son agregaciones celulares en la glándula tiroides producto de una división deficiente. Tienen un ritmo de crecimiento distinto y una actividad también distinta: en oportunidades no son capaces de atrapar el yodo para sintetizar hormonas tiroideas y otras veces son independientes del control central, de la hipófisis, y tienden a actuar de forma independiente, de modo que recibe el nombre de nódulo autónomo.
Hay diversos factores asociados a la aparición de un adenoma tiroideo tóxico, como lo son una déficit nutricional individual o comunitaria de yodo, la edad—más frecuente en adultos que en jóvenes—, el sexo—presenta una interesante predilección por el sexo femenino—entre otros. Se ha hecho énfasis en las mutaciones de dos genes, el TSH-R y el Gs alfa.

## Histología
Los adenomas tóxicos de la tiroides son tumores benignos, sólidos, únicos y envueltos por una cápsula e histológicamente similar a la glándula tiroides misma, con tejido folicular y rodeado por tejido tiroideo normal.

## Cuadro clínico
Un adenoma es un tumor, por lo tanto, aparece una tumoración en la cara anterior del cuello, por debajo y hacia un lado de la manzana de Adán. Por motivo de la secreción aumentada de hormonas tiroideas, puede cursar con síntomas de hipertiroidismo.
Los adenomas se ven envueltos por una membrana, pues, el organismo las reconoce como células propias pero con la certeza de que no son totalmente normales, por esta razón las aísla.[cita requerida]

## Diagnóstico
La ecografía es conveniente para valorar el resto del parénquima y el volumen y características íntimas del nódulo.
La gammagrafia de tiroides es básica para detectar la autonomía y funcionalidad del nódulo.

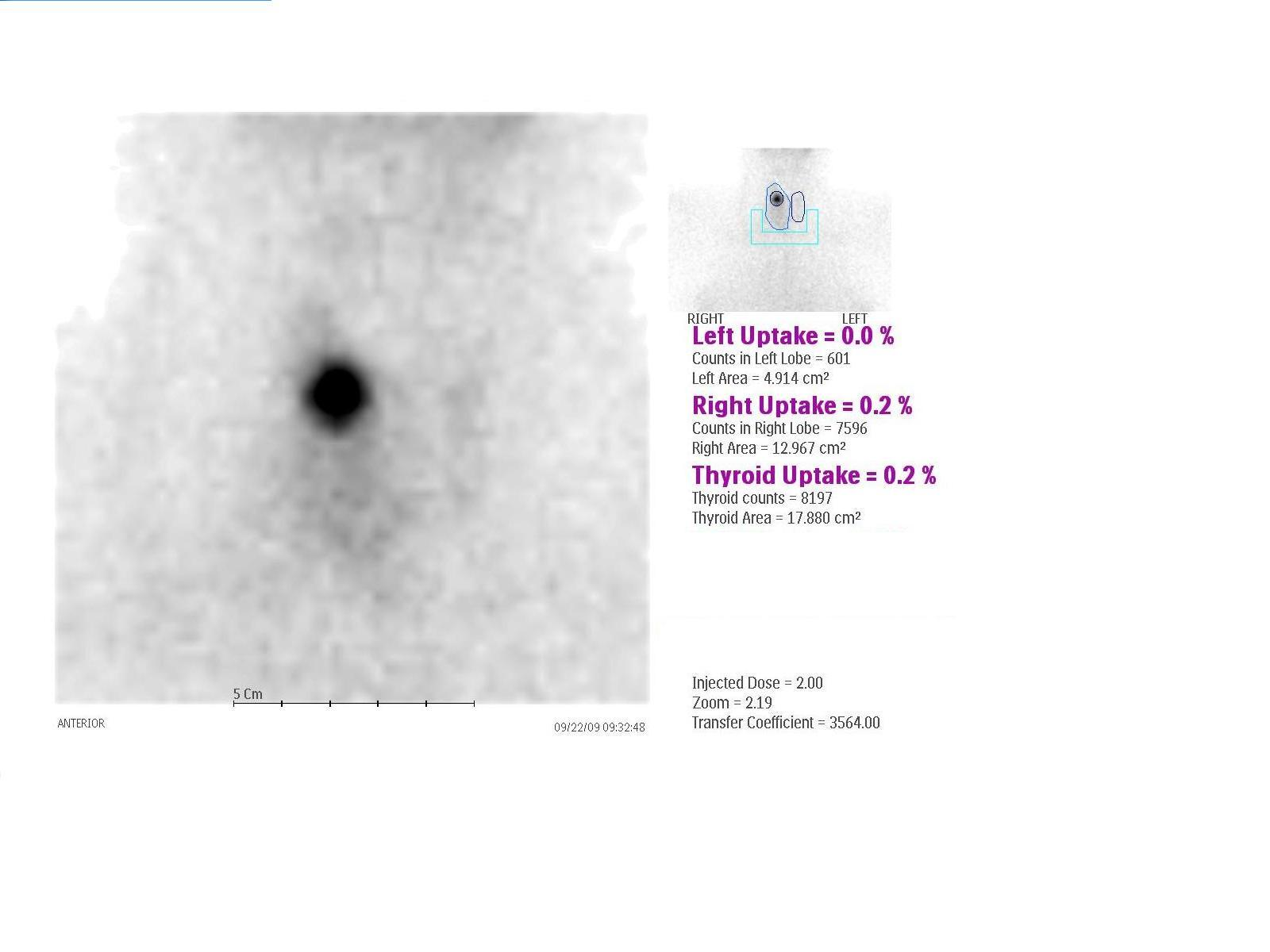